# Andreas Moustoxydis
Andreas Moustoxydis (em grego:  Ανδρέας Μουστοξύδης, Corfu, 6 de janeiro de 1785 - Corfu, 29 de julho de 1860), às vezes latinizado como Mustoxydes ou na forma italiana Andrea Mustoxidi, foi um historiador e filólogo grego de Corfu.

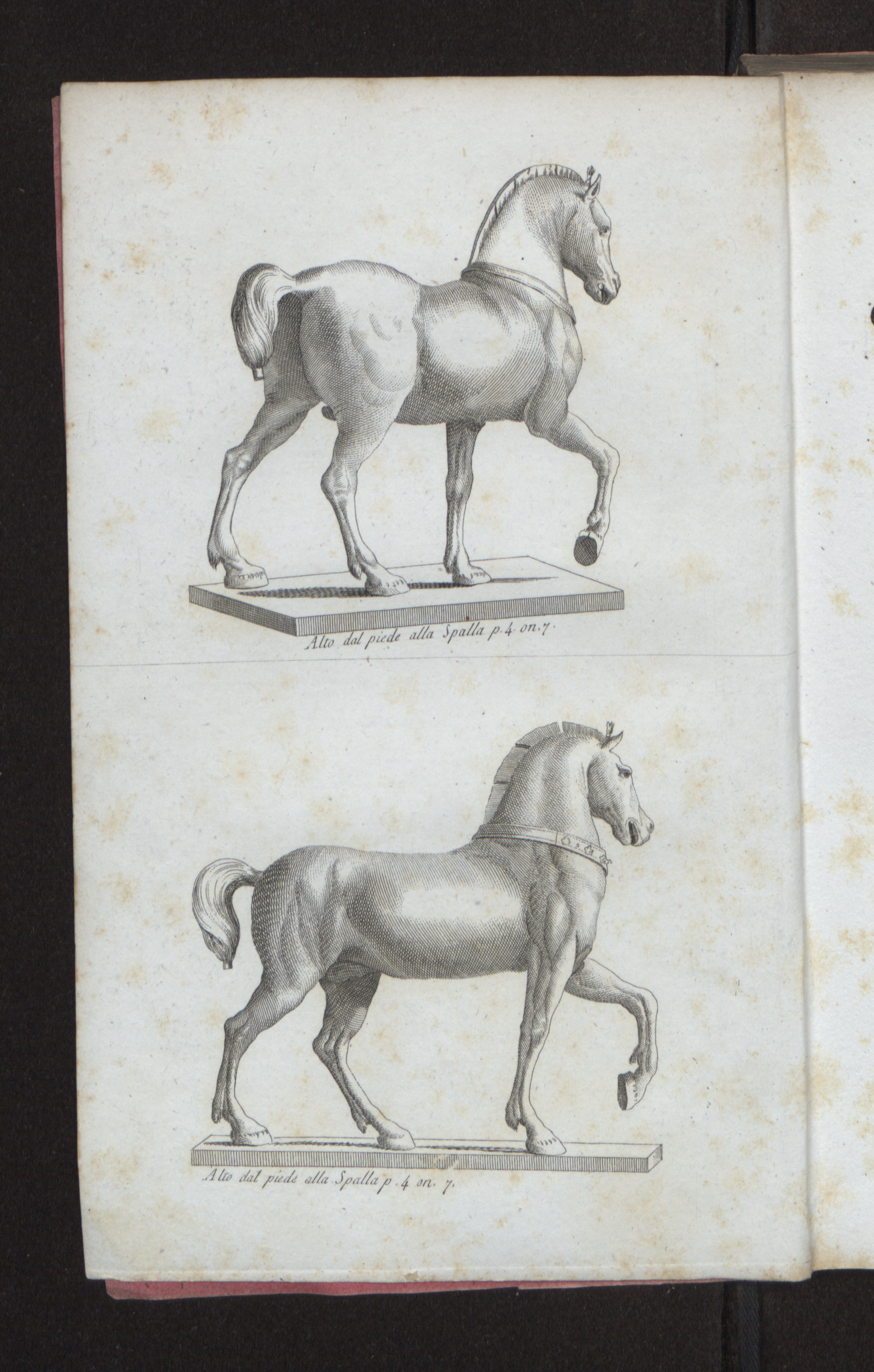
Sui quattro cavalli della Basilica di S. Marco em Veneza, 1816

Formou-se em Pavia e em 1804 publicou um tratado sobre a história de Corfu intitulado Notizie per servire alla storia Corcirese dai tempi eroici al secolo XII. Esta publicação levou a ele ao emprego de historiógrafo das Ilhas Jônicas, uma posição que manteve até 1819.
Quando jovem, realizou uma viagem científica longa para a Itália, França e a Alemanha. Na Itália, descobriu manuscritos do retórico Isócrates nas bibliotecas Ambrosiana e Laurenziana. Enquanto isso, publicou uma obra de dois livros sobre a história de Corfu chamado Illustrazioni Corciresi (1811–1814).
Em 1820, foi nomeado secretário para o embaixador russo em Turim e nove anos depois foi nomeado diretor da educação pelo presidente grego Ioánnis Kapodístrias (1776-1831). Após a morte de Kapodístrias, retornou para Corfu e foi recolocado ao seu antigo cargo como historiógrafo. Lá, fundou a revista filológica/histórica Hellenomnemon. Quando morreu, era diretor do departamento de educação da Academia Jônica.
Quando era filólogo, Mustoxydis editou sete discursos de Isócrates, os escólios de Olimpiodoro ao Platão e em colaboração com Demetrios Schinas de Constantinopla, publicou uma edição de cinco livros da História Ambrosiana. Além disso, foi o autor de uma tradução italiana de Heródoto (1822) e também publicou uma série de artigos sobre o autor do século II, Polieno.